# 10745 Arnstadt
10745 Arnstadt eller 1989 AK6 är en asteroid i huvudbältet som upptäcktes den 11 januari 1989 av den tyske astronomen Freimut Börngen vid Tautenburg-observatoriet. Den är uppkallad efter den tyska staden Arnstadt.